# فرانشيسكو كوتزا
فرانشيسكو كوتزا (بالإيطالية: Francesco Cozza)‏ (19 يناير 1974 بكارياتي في إيطاليا - ) هو مدرب كرة قدم ولاعب كرة قدم إيطالي في مركز الوسط. شارك مع منتخب إيطاليا تحت 21 سنة لكرة القدم. أما مع النوادي، فقد لعب مع إيه سي ميلان ونادي تورينو ونادي جنوى ونادي ريجيانا 1919 ونادي ريجينا ونادي ساليرنيتانا ونادي سيينا ونادي فيتشينزا ونادي كالياري ونادي لوكيزي ونادي ليتشي.

## روابط خارجية
- فرانشيسكو كوتزا على موقع قاعدة بيانات كرة القدم.إي يو (الإنجليزية)
- فرانشيسكو كوتزا على موقع بيانات كرة القدم. دي إي (الألمانية)
- فرانشيسكو كوتزا على موقع Soccerway.com (الإنجليزية)
- فرانشيسكو كوتزا على موقع عالم كرة القدم.نت (الإنجليزية)